# La producción del dinero. Cómo acabar con el poder de los bancos
La producción del dinero. Cómo acabar con el poder de los bancos es un libro de 2014 de la economista Ann Pettifor, traducido al español en 2017 por la editorial 'Los libros del lince'.

## Contenido
El libro responde a varias cuestiones sobre el dinero, su esencia, ¿qué es el dinero?, su producción y su control. La autora responde a estas preguntas y fundamentalmente a su creación o producción y a quien lo controla, quien manejea su producción y su circulación y a qué intereses sirve.
Para Pettifor el dinero no es neutral ni un mero sistema de intercambio. Así los bancos no son unos simples intermediarios entre los que ahorran y los que piden préstamos. El dinero se constituye como préstamo y en anterior al ahorro. El dinero que utilizamos es creado por los bancos pero no necesita de los ahorros, es previo, solo una pequeña parte de liquidez es necesaria -Banca de reserva fraccional  o reservas mínimas bancarias-.
El dinero debe ser controlado democráticamente, tanto su producción, como su regulación, fundamentalmente del sector financiero para subordinarlos a las necesidades de la sociedad y los ciudadanos, no para los intereses de las élites financieras.
El libro de Pettifor se inscribe en el pensamiento que expone la mala comprensión de la economía neoclásica dominante tanto sobre el dinero, el sector bancario como el sector financiero. Además este pensamiento dominante neoclásico ha llevado a un sistema financiero al que sirve la sociedad, en vez de ser al contrario, que las finanzas, los bancos y el dinero sirvan a las sociedades.
La autora recoge el pensamiento de Keynes y el funcionamiento del sistema financiero entre 1945 y 1971. Pettifor propone:
- Regular los préstamos bancarios para que el crédito se dirija a los préstamos productivos y no a la actividad especulativa
- Deben ser los reguladores quienes fijen los tipos de interés en todo el espectro de los préstamos -y no los bancos-
- Se deben controlar los flujos de capital internacionales
- Debe adoptarse un nuevo Bretton Woods.

## Índice
- Prólogo
- 1.- El poder del crédito
- 2.- La creación del dinero
- 3.- El 'precio' del dinero
- 4.- El caos en que nos encontramos
- 5.- Los intereses de clase y el amoldamiento de las escuelas de economía
- 6.- ¿Debería la sociedad arrebatar a los bancos la potestad de crear dinero?
- 7.- Subordinar las finanzas, restablecer la democracia
- 8.- Sí, podemos permitirnos lo que seaños capaces de hacer

## Críticas
Fran Boait considera que algunas de las críticas de Pettifor al sector financiero son falsas. Así que no se preocupe por los intereses altos o los controles de capital que son necesarios. También las críticas al sector sobre falta de control de paraísos fiscales y evasión cuando se considera que estos hechos son perjudiciales para la economía. Aunque casi todo el dinero que utilizamos es creado por los préstamos de los bancos, la propuesta de dinero soberano tampoco es la panacea.